# Чалпаймас
Чалпаймас (устар. Сялтай-Баш) — река в России, протекает по территории Татарстана. Устье реки находится в 42 км по правому берегу реки Стярле. Длина реки составляет 10 км, площадь водосборного бассейна 38,6 км².

## Данные водного реестра
По данным государственного водного реестра России относится к Камскому бассейновому округу, водохозяйственный участок реки — Ик от истока и до устья, речной подбассейн реки — бассейны притоков Камы до впадения Белой. Речной бассейн реки — Кама.
Код объекта в государственном водном реестре — 10010101312111100028466.